# Bombus macgregori
Bombus macgregori là một loài Hymenoptera trong họ Apidae. Loài này được Labougle & Ayala mô tả khoa học năm 1985.